# ウォルター・ウィンターボトム
ウォルター・ウィンターボトム（Walter Winterbottom、1913年3月31日 - 2002年2月16日）は、イングランドの元サッカー選手、サッカー指導者。

## 経歴
ウィンターボトムはチェスター大学の体育学部を卒業し学校の教師を務めていたが、1936年にマンチェスター・ユナイテッドへ入団し、センターハーフとしてプレーをした。しかし1938年に脊髄の病気のため、25歳で選手としてのキャリアを閉じた。
引退後は指導者の道へ進み、第二次世界大戦後の1946年にイングランド代表コーチに就任すると、翌1947年5月に監督に昇格した。就任最初の試合は7-2でアイルランドに勝利した。その後、1963年までの16年間の長きに渡って監督を務め、FIFAワールドカップでは1950年のFIFAワールドカップ・ブラジル大会、1954年のFIFAワールドカップ・スイス大会、1958年のFIFAワールドカップ・スウェーデン大会、1962年のFIFAワールドカップ・チリ大会の4大会で指揮を執ったが、スイス大会とチリ大会のベスト8進出が最高成績であった。
監督業から退いた後、大英帝国勲章（1963年にはOBE、1972年にはCBE、1978年にはナイトの爵位）が授与された。2002年2月16日、サリー州ギルフォードの病院で死去。89歳没。彼の死後、2005年に監督としての実績が認められイングランドサッカー殿堂入りを果たした。